# Tufan Miñnullin

Tufan Miñnullin

Miñnullin Tufan Ğabdulla ulı, gewöhnlich nur Tufan Miñnullin (tatarisch Туфан Габдулла улы Миңнуллин, russisch Туфан Абдуллович Миннулин, Tufan Abdullowitsch Minnulin; * 25. August 1935 in Bolschoje Meretkosino im Rajon Kamsko-Ustjinskiij; † 2. Mai 2012 in Kasan), war ein russisch-tatarischer Autor und Drehbuchautor. Er war seit 1990 Mitglied des Staatsrates der Republik Tatarstan.
Tufan Miñnullin studierte an der Schtschepkin-Theaterschule in Moskau und arbeitete als Schauspieler am Menzelinsk-Theater. Ab 1962 hatte er Erfolg als Autor für Theaterstücke.
Von 1984 bis 1989 leitete er den Vorstand der Union der Schriftsteller von Tatarstan. 
Zwischen 1989 und 1991 saß Miñnullin als Abgeordneter im Volksdeputiertenkongress der Sowjetunion. Zudem gehörte er dem Obersten Sowjet der UdSSR an. Seit 1996 war Miñnullin Mitglied im P.E.N.-Club.